# Céramique
Céramique (Maastrichts: De Zjèrremik) is een woonwijk in het centrum van de Nederlandse stad Maastricht. Samen met oud-Wyck en de Stationsbuurt vormt het een van de 44 officiële buurten van de gemeente Maastricht. Céramique is in de jaren 1990 en 2000 gebouwd op de terreinen van de voormalige aardewerkfabriek Société Céramique. Het nieuwe stadsdeel verwierf bekendheid vanwege de geslaagde aanhechting aan de oude stad en de gerenommeerde architecten die aan de totstandkoming meewerkten. De woon- en kantorenwijk telt enkele belangrijke culturele voorzieningen.

## Ligging, verkeer en inrichting

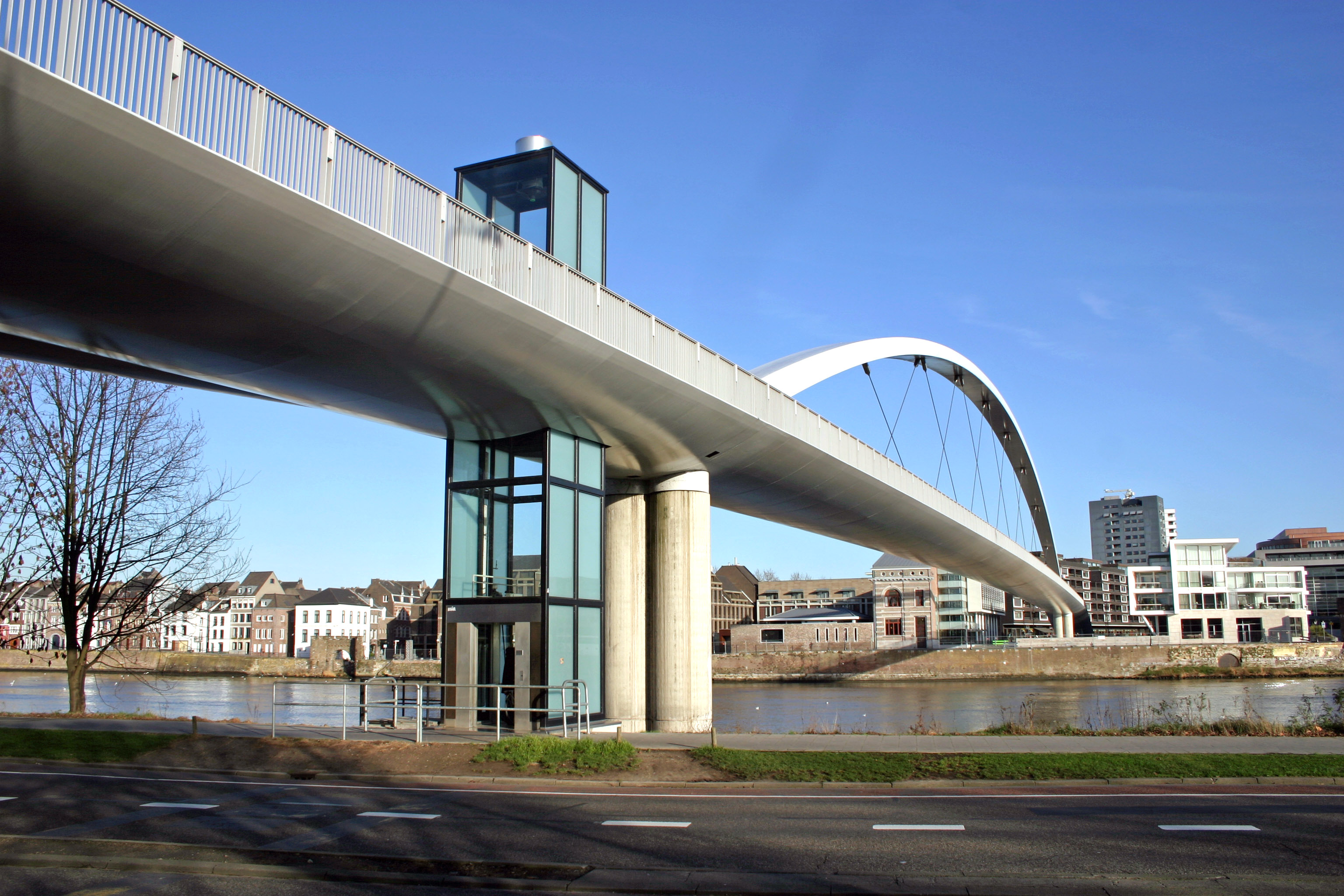
Hoge Brug

Céramique is officieel een deel van Wyck, hoewel het vaak als een aparte wijk of buurt wordt beschouwd. Het wordt aan de westkant begrensd door de rivier de Maas en sluit in het noorden aan op het stadsdeel Oud-Wyck. Verder wordt het begrensd door de buurten Heugemerveld in het oosten, en Randwyck in het zuiden.
De Avenue Céramique is de belangrijkste verkeersader in de wijk. Deze sluit aan de noordzijde, via een ruime bocht, aan op de Wilhelminasingel, en aan de zuidzijde op de Limburglaan en, via een verkeersplein, op de John F. Kennedybrug en de N278. Céramique is via een voetgangersbrug, de Hoge Brug of Hoeg Brögk (René Greisch, 2003) verbonden met het oude stadscentrum van Maastricht.
Céramique ligt op loopafstand van Station Maastricht. Enkele (stads)buslijnen halteren bij het Centre Céramique en het Bonnefantenmuseum. Hier bevinden zich tevens twee openbare parkeergarages. In de wijk is relatief veel (semi-)openbaar groen aanwezig. Langs de Maas ligt het taartpuntvormige Charles Eyckpark, ontworpen door de Zweedse landschapsarchitect Gunnar Martinsson. In het park bevinden zich restanten van de vestingwerken van Wyck die, omringd door waterpartijen, in het park zijn opgenomen.

## Geschiedenis

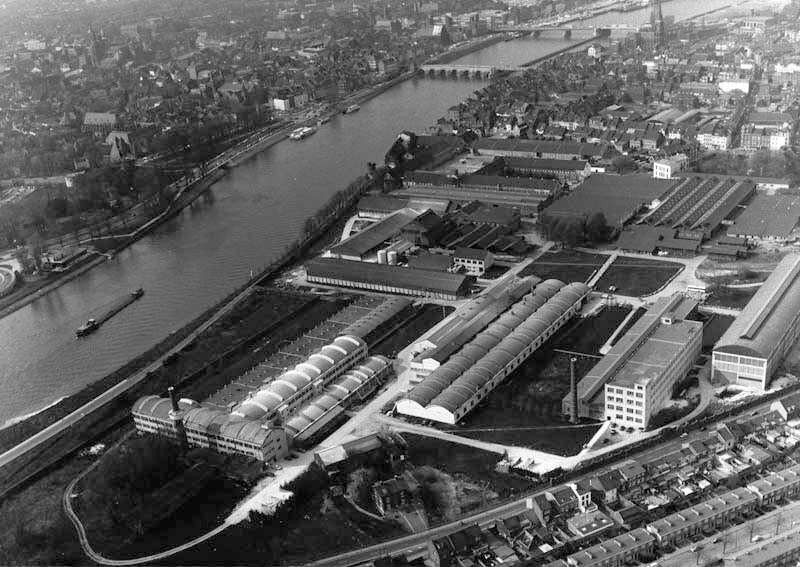
Luchtfoto Céramiqueterrein, 1974

De naam van de wijk is ontleend aan de aardewerkfabriek Société Céramique, die hier vanaf 1863 was gevestigd. Feitelijk begon de aardewerkproductie hier al in 1851 met de voorlopers Clermont & Chainay (1851-1859) en Guillaume Lambert & Cie. (1859-1863). De Société Céramique fuseerde in 1958 met een andere Maastrichtse aardewerkproducent, De Sphinx. De keramische productie werd daarna geleidelijk overgeheveld naar de Boschstraat. Op het fabrieksterrein in Wyck werden nog een aantal jaren filterzakjes (Filtropa) en kaarsen (Randwyck) geproduceerd. Na het stopzetten van de productie rond 1980 lag het fabrieksterrein enkele jaren braak.
In 1987 bood Koninklijke Sphinx het 23 hectare grote terrein aan de gemeente Maastricht te koop aan. Kort daarna meldde het pensioenfonds ABP zich als partner, een van de eerste publiek-private samenwerkingen in Nederland. De overheid steunde het initiatief met in totaal (Rijk en Gemeente) 54 miljoen gulden overheidssubsidie, op een totale investering van 850 miljoen gulden. Alleen al het bouwrijp maken van het terrein en de aanleg van de infrastructuur, inclusief voetgangersbrug en openbare parkeergarages, werd in 1988 geraamd op 123 miljoen gulden. In 1988 vond de overdracht plaats en een jaar later ging de sloop van start. Op enkele uitzonderingen na (Wiebengahal, Bordenhal, directeursvilla Jaunez en delen van de oude fabrieksmuur) werden de fabrieksopstallen van de Société Céramique afgebroken. Van de door Jan Gerko Wiebenga gebouwde fabriekshallen zou aanvankelijk een groter deel bewaard blijven, maar dit kon uiteindelijk toch niet in de nieuwbouwplannen worden ingepast. Omstreeks 1991 was de sloop min of meer voltooid en vond er archeologisch onderzoek plaats. Daarbij werden delen van de zuidelijke stadsmuur van Wyck opgegraven, waaronder de Recentoren vlak bij de Maas en het bastion Parma op de zuidoostelijke punt van de stadsmuur. Sommige muurresten konden in het ontwerp van het Charles Eyckpark en in een gracht langs het Centre Céramique worden ingepast. Bij het Parmabastion bleek dit niet mogelijk; wel zijn de contouren van het vestingwerk in het plaveisel van de Avenue Céramique aangegeven.
Aan de hand van een masterplan van architect en stedenbouwkundige Jo Coenen werd de bouw van een moderne stadswijk met hoogstaande architectuur ter hand genomen. Het voornaamste uitgangspunt was om een stadsdeel te schapen dat naadloos zou passen bij de historisch gegroeide binnenstad. Bovendien moest het een wijk met allure worden, of, zoals Coenen het verwoordde, "een stadsdeel waarvoor Maastricht zich niet hoeft te generen". Door de gunstige economische omstandigheden in de tweede helft van de jaren 1990, vorderde de bouw gestaag en vonden de over het algemeen duurdere woningen gretig aftrek. In 2003 kwam Céramique landelijk in het nieuws door het zogenaamde 'balkondrama'. In het appartementengebouw Patio Sevilla stortten door een constructiefout enkele balkons naar beneden, waarbij twee bewoners om het leven kwamen.

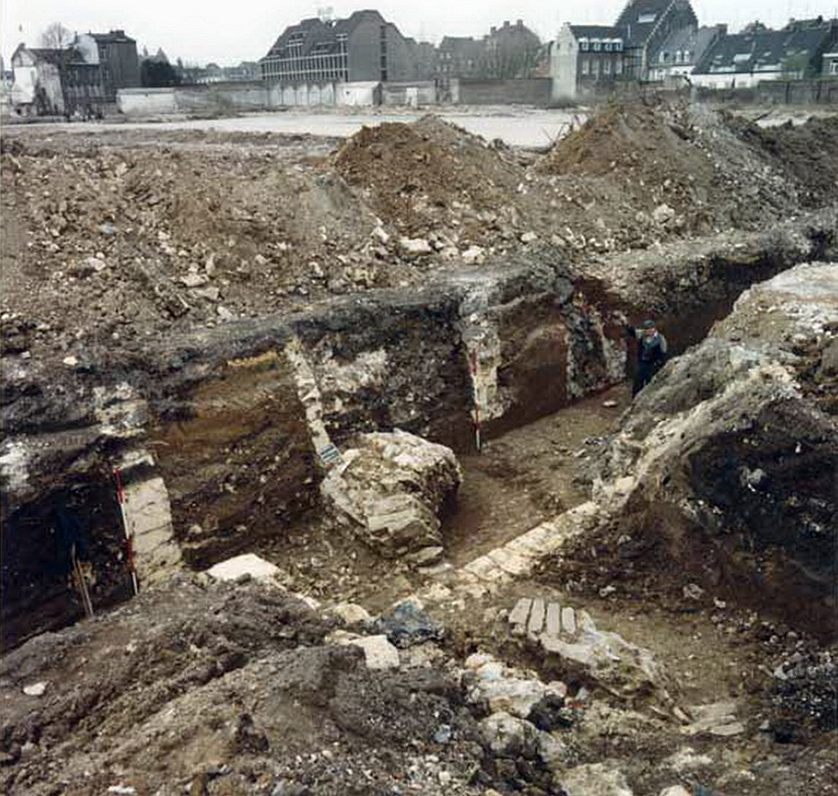
Opgraving Parmabastion, 1991
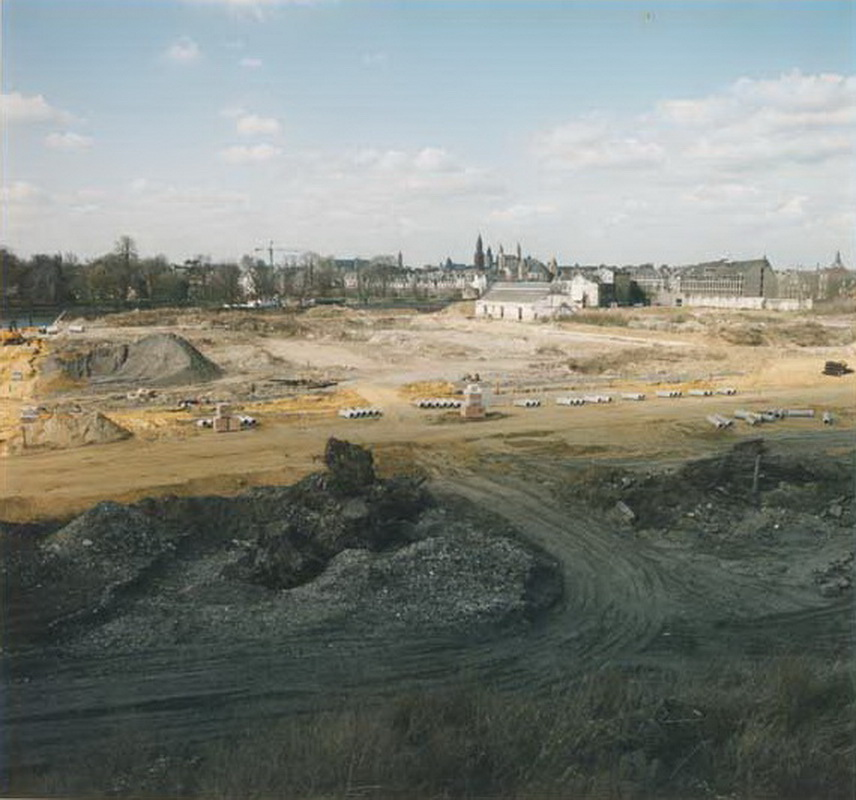
Rudimentair aangelegde Avenue Céramique, 1993
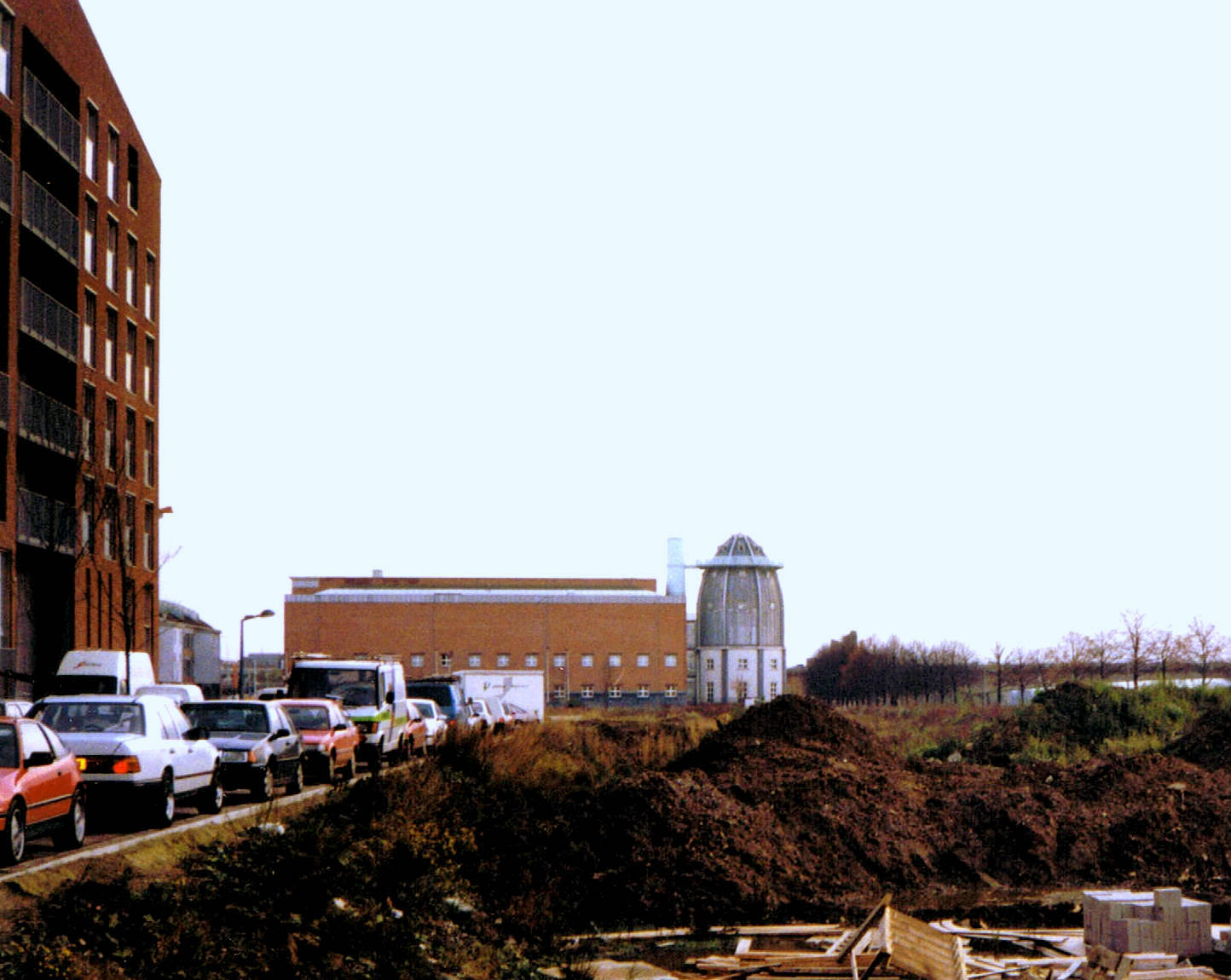
Bouwterrein Stoa, gezien naar het Bonnefantenmuseum, 1999
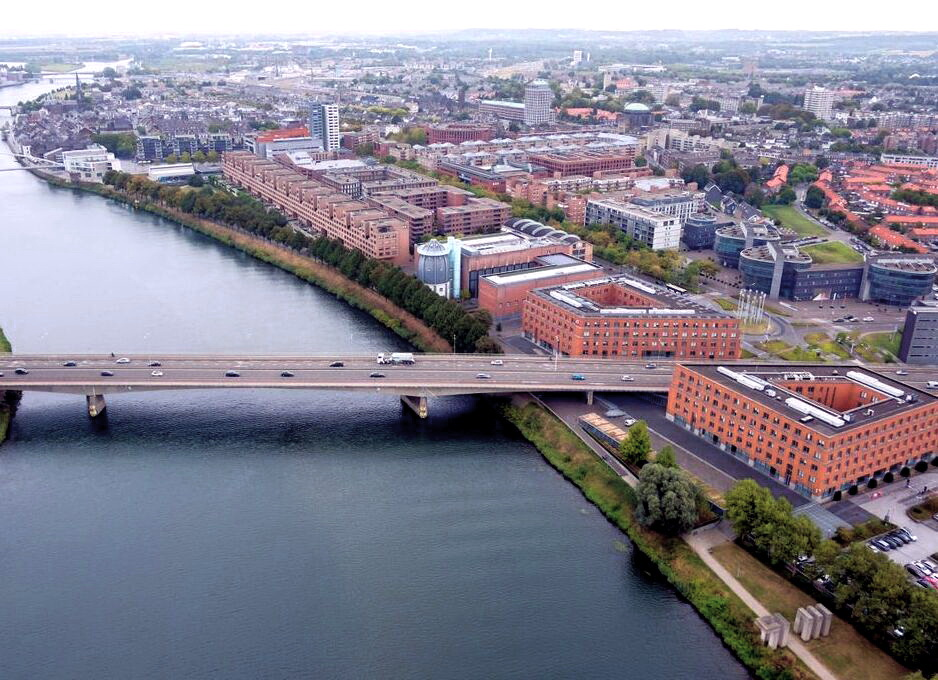
Céramique in 2017

## Voorzieningen
Céramique staat in Maastricht vooral bekend als een buurt voor welgestelden, hetgeen onder meer tot uitdrukking komt in de koop- en huurprijzen van woningen en kantoorruimte, en de over het algemeen hoge servicekosten. Alle gebouwen zijn voorzien van inpandige parkeergarages. Sommige appartementencomplexen zijn voorzien van gezamenlijke fitness- of ontmoetingsruimtes, of bieden extra service voor ouderen. Een relatief groot aantal appartementen wordt gemeubileerd verhuurd, voornamelijk aan expats. De wijk is aantrekkelijk vanwege het vele groen, zowel privé als in de openbare ruimte. Het Charles Eyckpark, de stadstuin bij Piazza Céramique en de binnenhoven van de twee 'circussen' behoren tot de grotere groengebieden.
Aan de Avenue Céramique bevinden zich enkele (woon)winkels. Aan het Plein 1992 zijn op de begane grond van woongebouw La Résidence een supermarkt en enkele buurtwinkels gevestigd. Aan dit plein bevinden zich tevens diverse horecagelegenheden, waaronder het gerenommeerde restaurant Beluga, onderscheiden met (wisselend) een of twee Michelinsterren. Er zijn geen scholen, buurthuizen en kerken.
In de wijk zijn enkele grotere culturele voorzieningen gevestigd, sommige met regionale of landelijk uitstraling, zoals het Bonnefantenmuseum (museum voor oude en hedendaagse kunst), de Stichting Restauratie Atelier Limburg (restauratie-expertisebureau), het Centre Céramique (bibliotheek, ontmoetingscentrum en expositiehal) en de Bordenhal (theaterzaal met als vaste bespeler Toneelgroep Maastricht). Het Centre Céramique is tevens bewaarplaats voor de gemeentelijke collectie archeologische vondsten. Het NAi-Maastricht, een dépendance van het Nederlands Architectuurinstituut, dat enige jaren in de Wiebengahal gevestigd was, is omstreeks 2010 verzelfstandigd en verhuisde kort daarna naar de Timmerfabriek in het Sphinxkwartier.

## Monumenten, architectuur
Van de vestingwerken van Wyck resteren in Céramique de deels herbouwde Maaspunttoren en de fundamenten van de Recentoren met aansluitende muurrestanten. Van het Parmabastion zijn de contouren in het wegdek gemarkeerd. Aan het industriële verleden herinneren de fabrieksmuur van de Société Céramique langs de Heugemerweg, de Bordenhal op Plein 1992 en de Wiebengahal aan de Avenue Céramique.

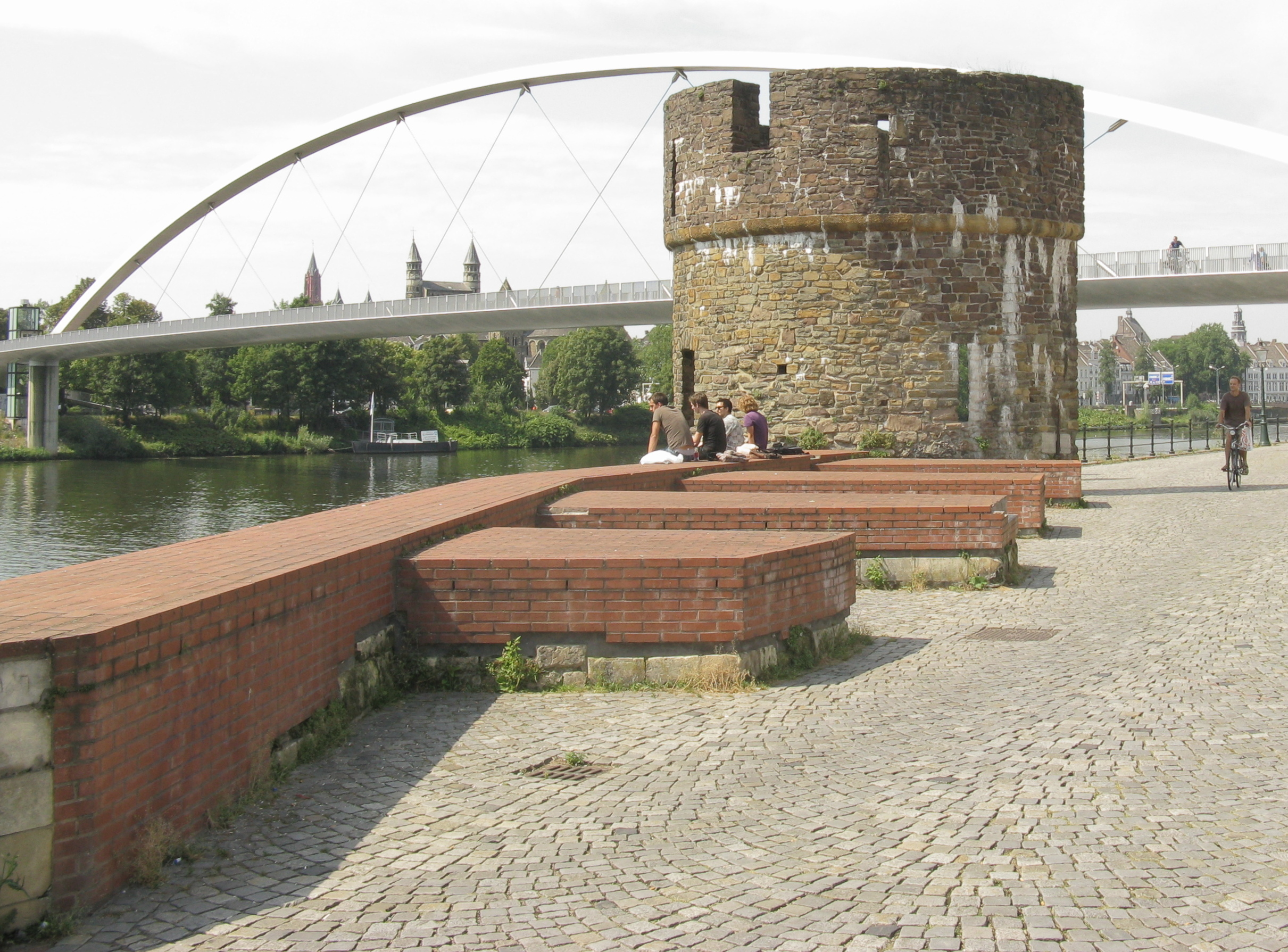
Maaspunttoren en muurrestanten
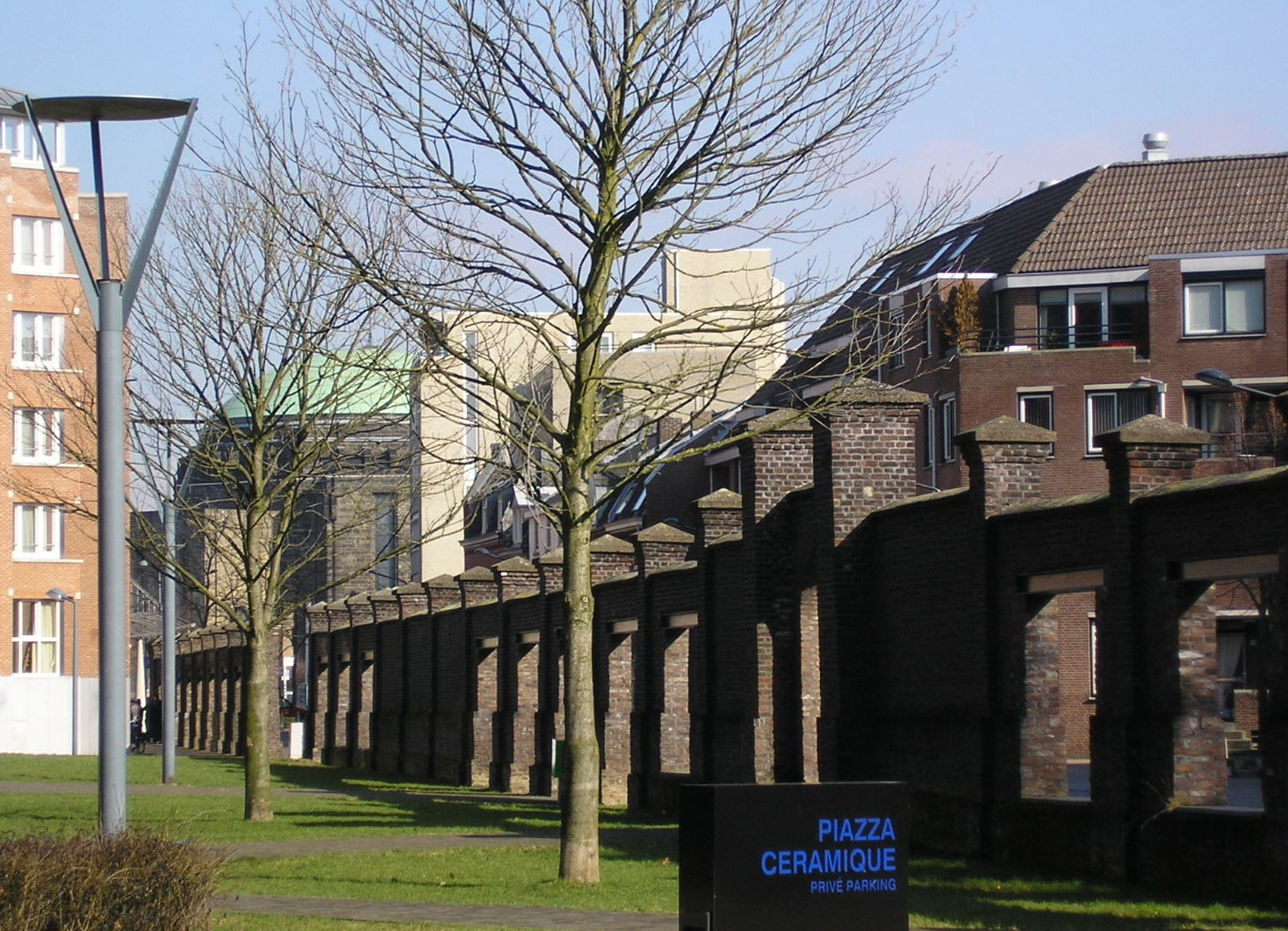
Fabrieksmuur Société Céramique
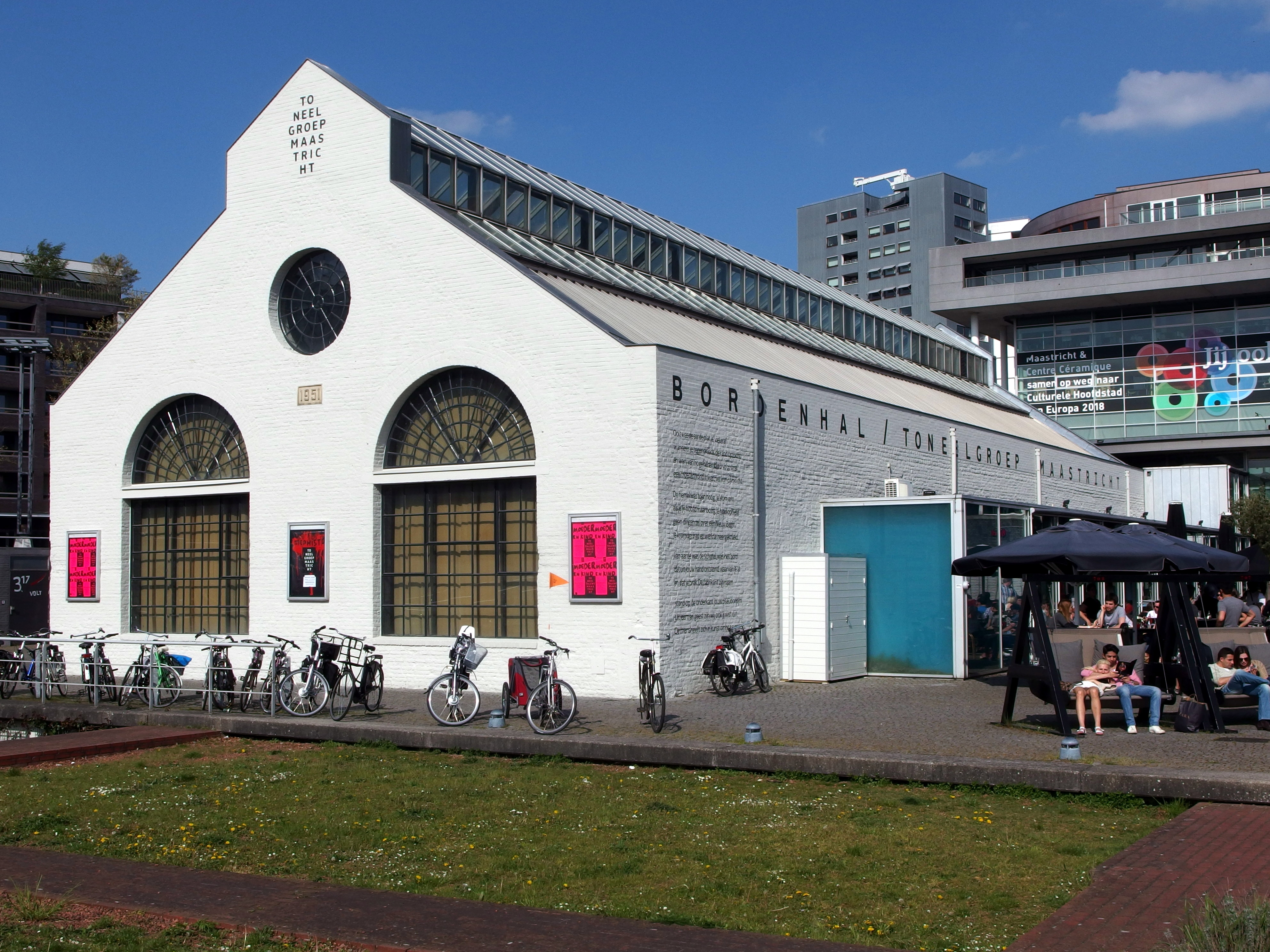
Bordenhal
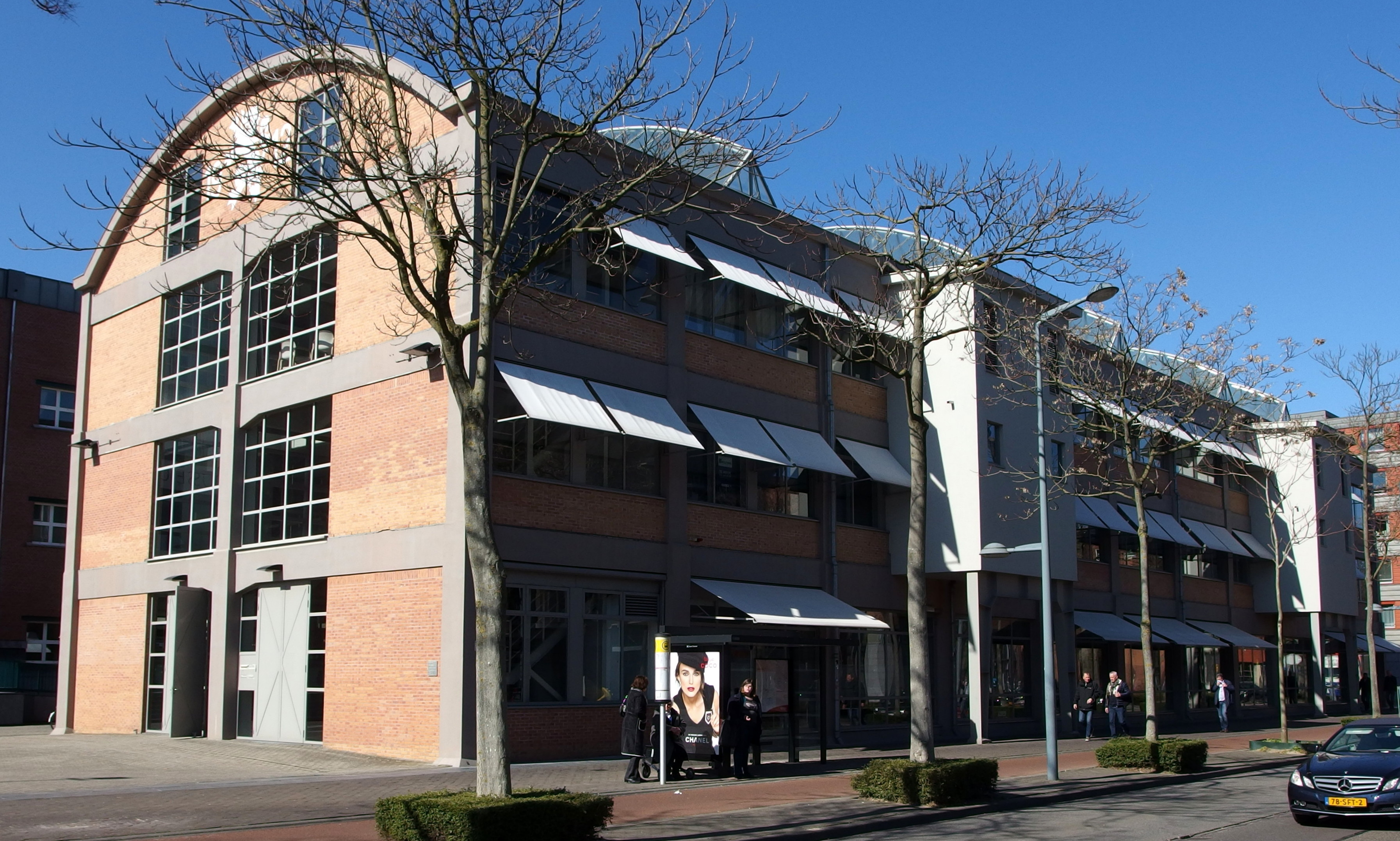
Wiebengahal

Het masterplan van Jo Coenen voor Céramique kreeg nationaal en internationaal veel aandacht. Voor de ontwerpen van de diverse kantoor- en appartementengebouwen werden gerenommeerde architecten aangetrokken, waaronder Aldo Rossi, Mario Botta, Luigi Snozzi, Álvaro Siza, Cruz y Ortiz, Herman Hertzberger, Hubert-Jan Henket, Wiel Arets, Jo Janssen, Arno Meijs, Charles Vandenhove, Bruno Albert, bOb Van Reeth en Christian Kieckens. Aldo Rossi ontwierp het nieuwe Bonnefantenmuseum. Coenen ontwierp zelf ook enkele gebouwen rondom het Plein 1992, waaronder het Centre Céramique. Als architectonische hoogtepunten worden gezien: het Bonnefantenmuseum van Rossi, het Centre Céramique van Coenen, de Hoge Brug van Greisch, de Stoa van Snozzi, La Fortezza van Botta, Piazza Céramique van Janssen & Van den Bergh en de met zink en marmer beklede Toren van Siza.

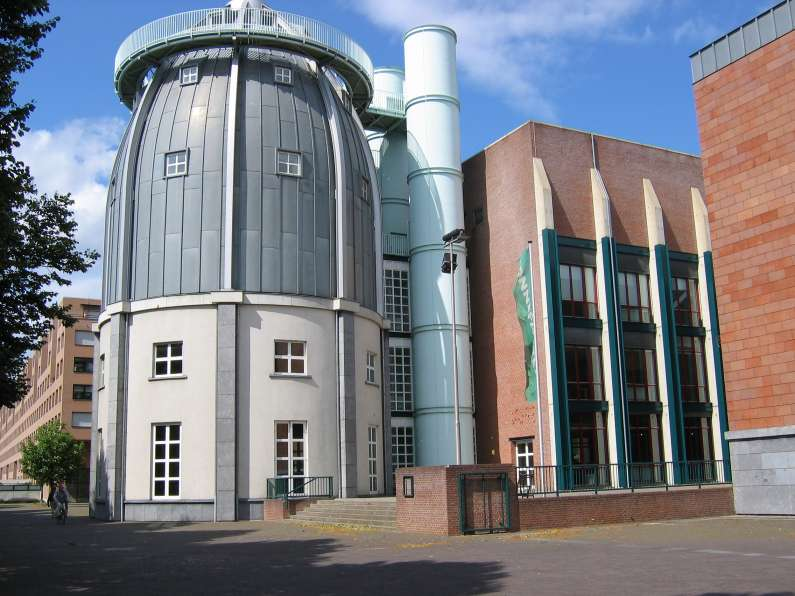
Bonnefantenmuseum
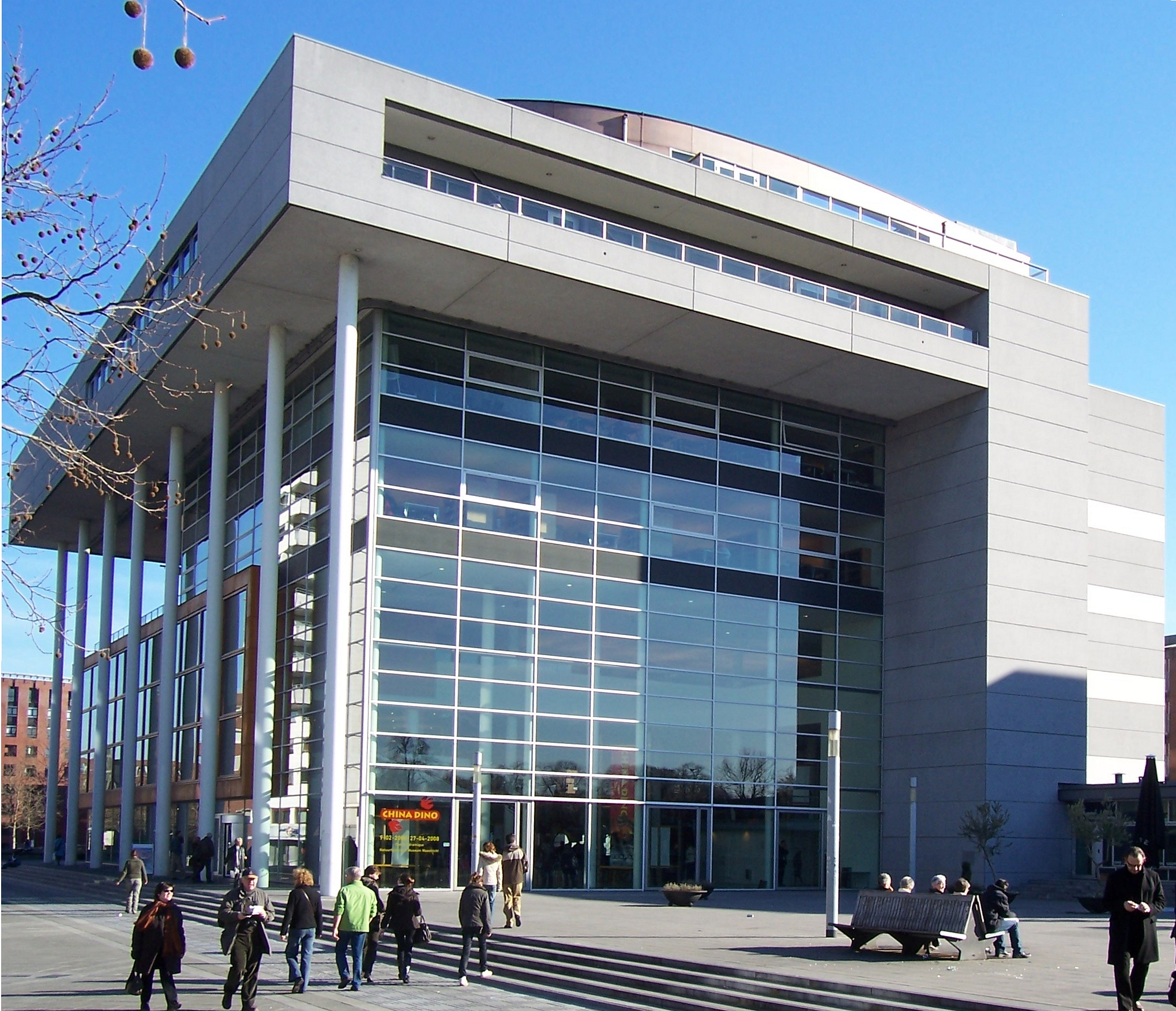
Centre Céramique
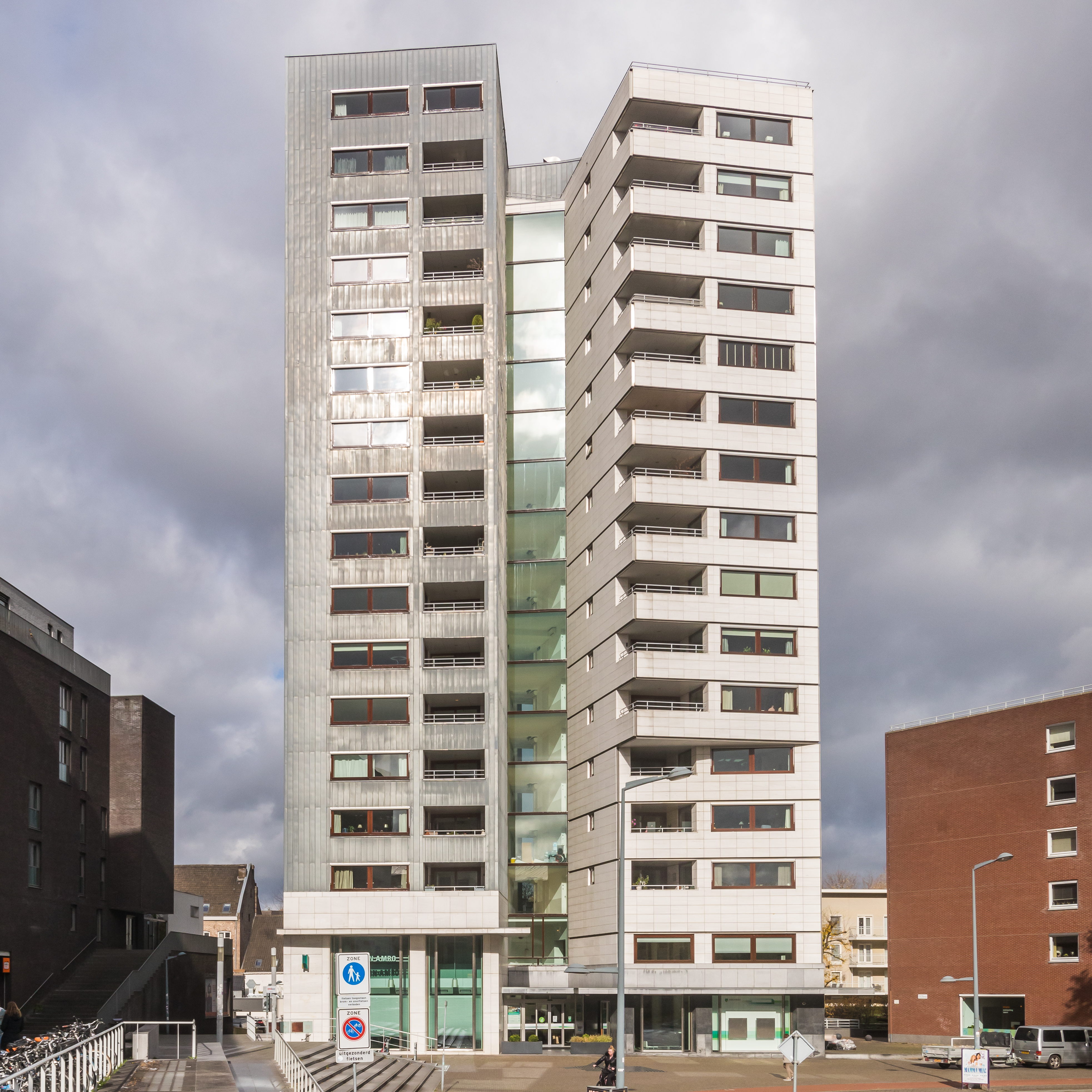
Toren van Siza
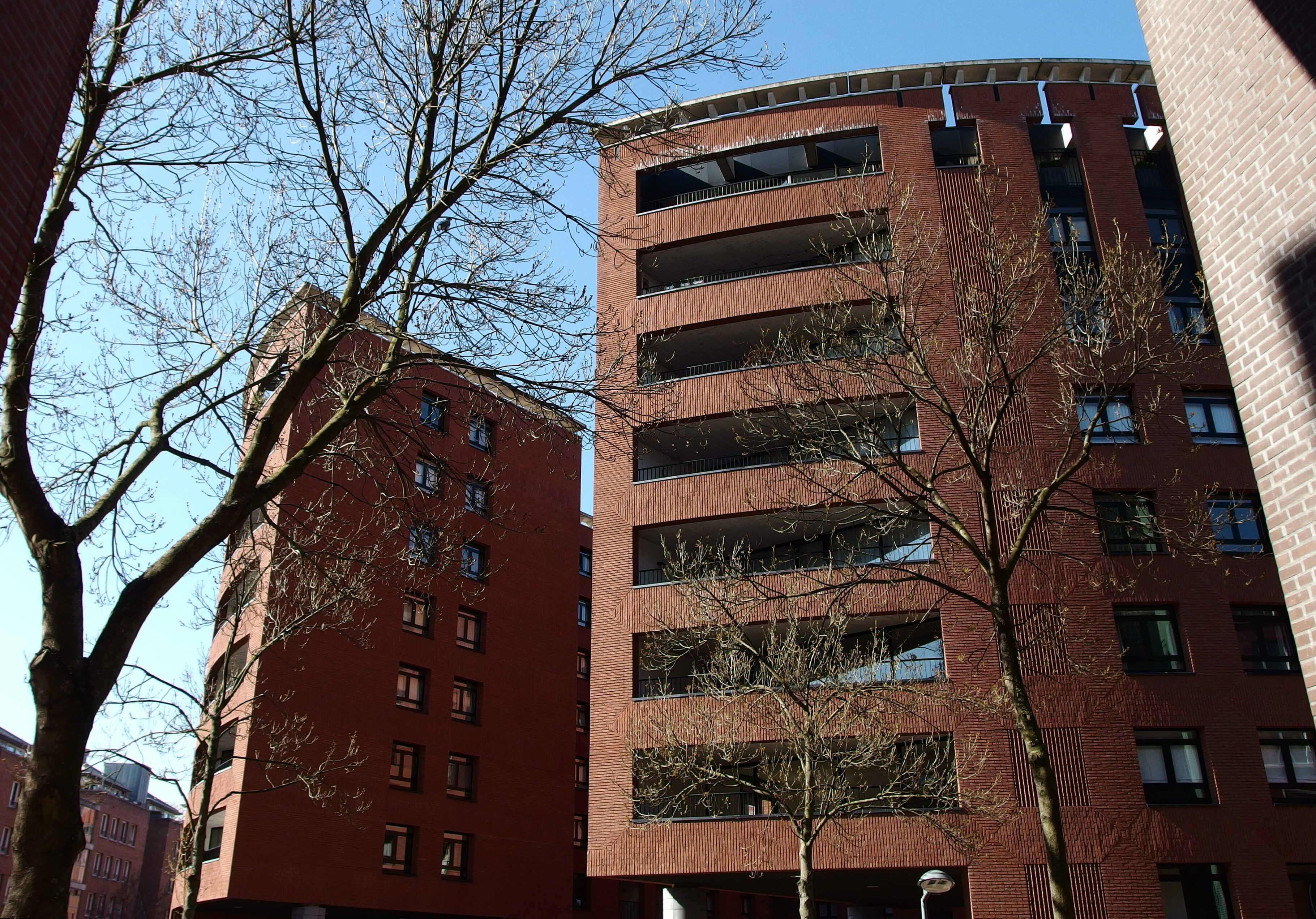
La Fortezza (detail)
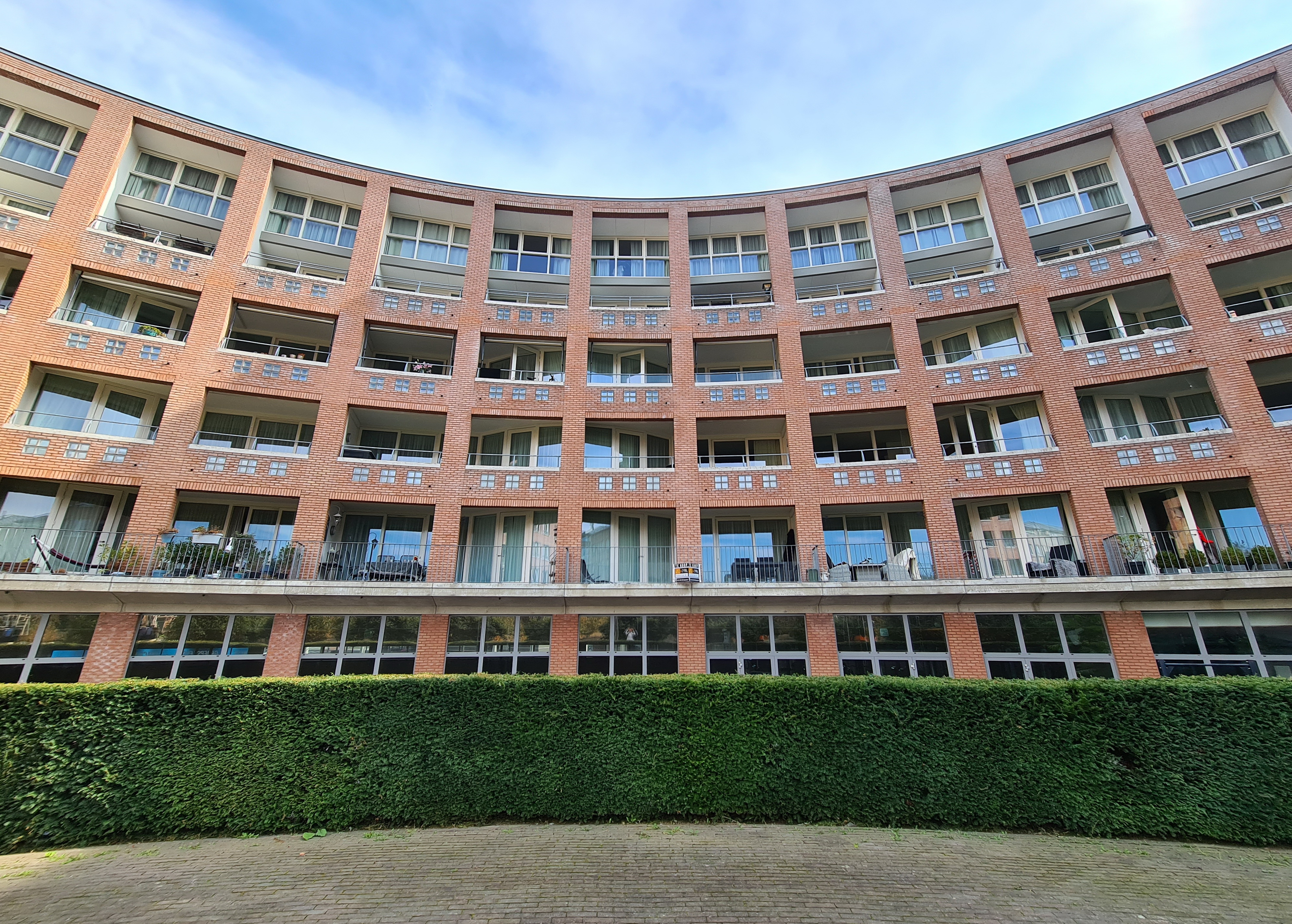
Résidence Cortile (detail)
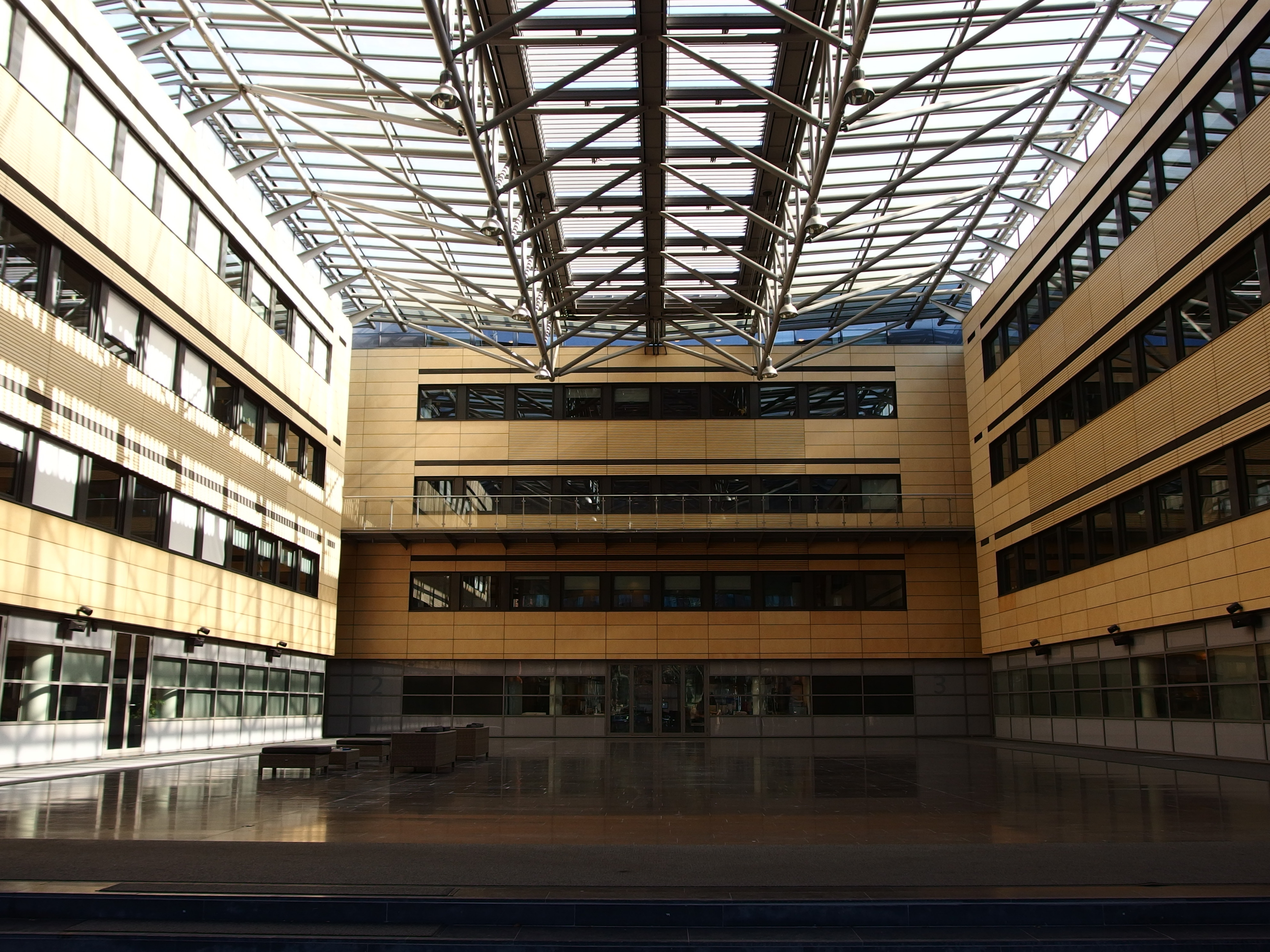
Gebouw Rijkswaterstaat (interieur)
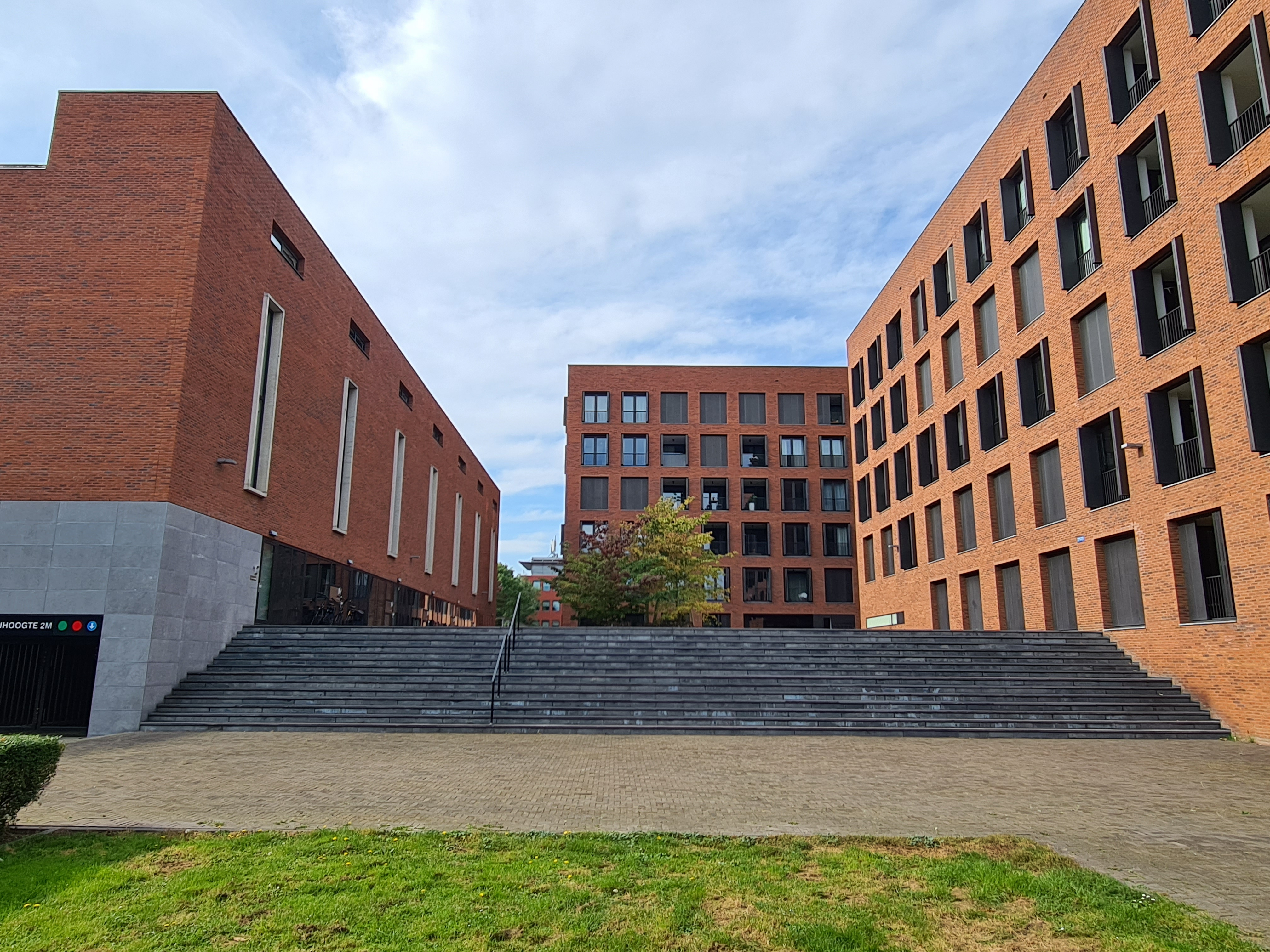
Piazza Céramique
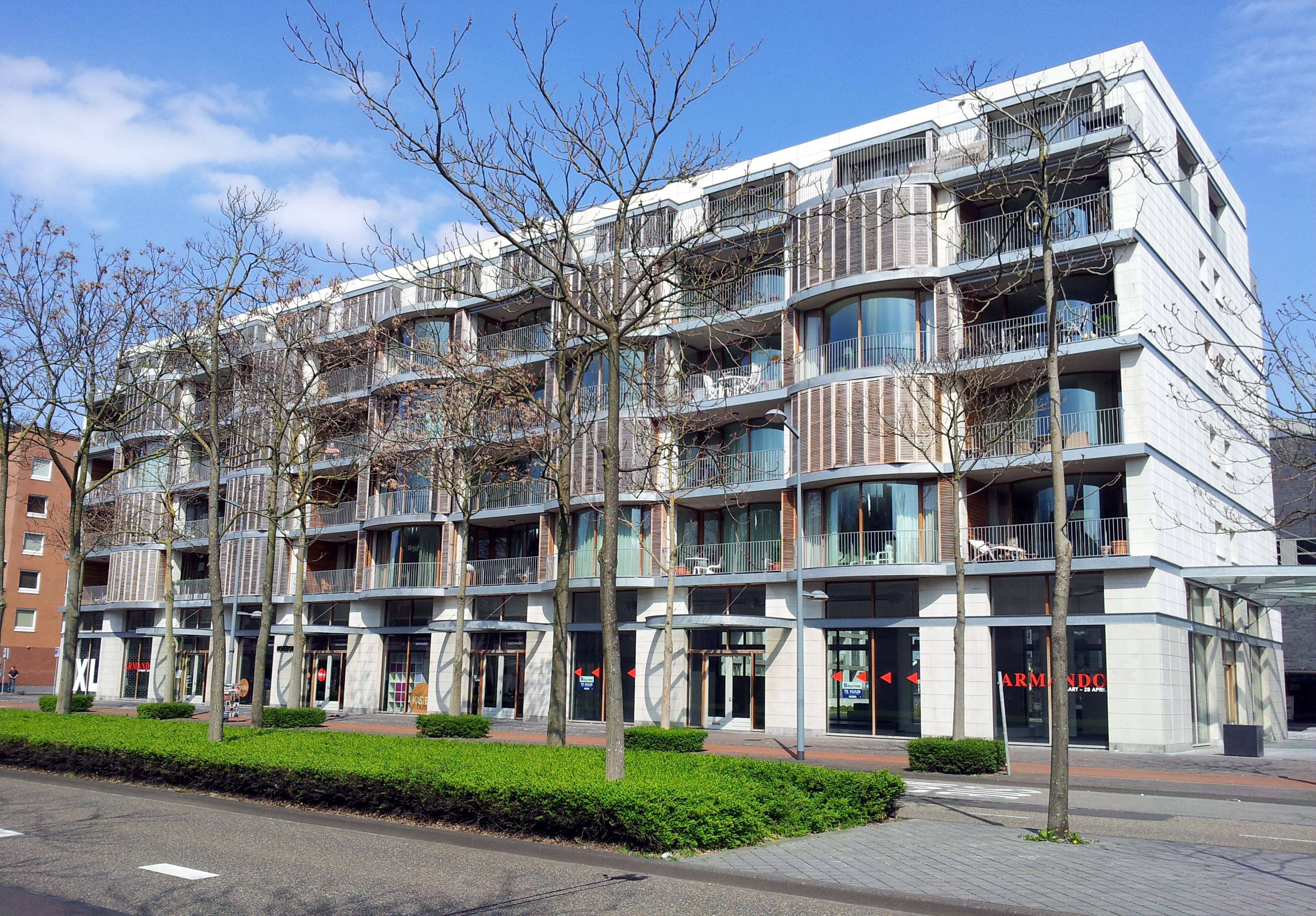
Maison Céramique

## Trivia
- In 2010/2011 organiseerde NAiM / Bureau Europa een expositie en manifestatie over het toen net voltooide Céramique. Architecten, bewoners en andere betrokkenen probeerden een (voorlopig) oordeel te geven.[12]
- Het Maastrichtse architectuurcentrum TOPOS publiceerde in 2020 een architectuurgids waarin 140 mensen vertellen wat hun favoriete gebouw in Maastricht of omgeving is. Opvallend was het hoge aantal gebouwen in Céramique. Zo koos betrokken Maastrichtenaar Ton Heckers voor Centre Céramique, fotograaf Elfi Brouwers voor de Bordenhal, consultant Liesbeth Bonnemayer voor de Hoge Brug, architect Harry Gulpers voor La Fortezza, bouwkundige Guido Quanjel voor Piazza Céramique, gemeenteambtenaar Wil Paulissen voor Sonneville, manager Henriëtte Smulders voor het Bonnefantenmuseum, de dierenarts Jo Kusters voor de Wiebengahal en het echtpaar Appie en Tineke Luermans voor de Stoa (waar ze ook zelf woonden).[13]
- In de Amsterdamse nieuwbouwwijk Overhoeks, onderdeel van de noordelijke IJ-oevers, is de Céramiquelaan vernoemd naar de Maastrichtse wijk. Ook andere straten in deze wijk verwijzen naar stadsvernieuwingsprojecten aan het water, zoals Bercylaan, Lidoplein, Docklandsweg, Batteryparkstraat en Sausolitolaan.